# Филипс, Кайл
Кайл Майкл Филипс (англ. Kyle Michael Philips; 17 июня 1999, Лас-Вегас, Невада) — профессиональный американский футболист, принимающий клуба НФЛ «Теннесси Тайтенс». На студенческом уровне выступал за команду Калифорнийского университета в Лос-Анджелесе. На драфте НФЛ 2022 года был выбран в пятом раунде.

## Биография
Кайл Филипс родился 17 июня в 1999 году в Лас-Вегасе. Младший из двух детей в семье. Вырос в Сан-Маркосе в Калифорнии, там же окончил старшую школу. В составе школьной футбольной команды играл принимающим и специалистом по возвратам. На момент выпуска входил в число 300 лучших молодых игроков страны по версиям 247Sports и ESPN. После окончания школы поступил в Калифорнийский университет в Лос-Анджелесе.

### Любительская карьера
В футбольном турнире NCAA Филипс дебютировал в сезоне 2018 года. Он принял участие в четырёх матчах в роли запасного ресивера и игрока специальных команд. В 2019 году он стал одним из основных игроков нападения, сыграв в двенадцати матчах и установив рекорд университета для новичков по количеству сделанных приёмов. В сокращённом из-за пандемии COVID-19 турнире 2020 года Филипс принял участие в семи играх, второй раз подряд став лучшим в составе команды по числу приёмов.
В сезоне 2020 года он провёл одиннадцать игр, став лучшим ресивером конференции Pac-12 по количеству тачдаунов на приёме и заняв второе место по среднему количеству ярдов за игру. Филипс также был основным специалистом по возвратам, в этом аспекте команда стала одной из лучших в NCAA. В матче с «Колорадо» он занёс 82-ярдовый тачдаун на возврате панта. Филипс также стал первым с 2004 года принимающим команды, три сезона подряд становившимся лидером по числу сделанных приёмов. По итогам сезона голосованием тренеров он был включён в сборную звёзд Pac-12.

#### Статистика выступлений в NCAA
| Сезон | Команда     | Игры | Приём | Приём | Приём | Приём | Вынос | Вынос | Вынос | Вынос |
| Сезон | Команда     | Игры | Rec   | Yds   | Y/A   | TD    | Att   | Yds   | Y/A   | TD    |
| ----- | ----------- | ---- | ----- | ----- | ----- | ----- | ----- | ----- | ----- | ----- |
| 2018  | УКЛА Брюинз | 4    | 6     | 31    | 5,2   | 0     | 0     | 0     | 0,0   | 0     |
| 2019  | УКЛА Брюинз | 12   | 60    | 681   | 11,4  | 5     | 1     | 7     | 7,0   | 0     |
| 2020  | УКЛА Брюинз | 7    | 38    | 370   | 9,7   | 2     | 4     | 40    | 10,0  | 0     |
| 2021  | УКЛА Брюинз | 11   | 59    | 739   | 12,5  | 10    | 0     | 0     | 0,0   | 0     |
| Всего | Всего       | 44   | 163   | 1821  | 11,2  | 17    | 5     | 47    | 9,4   | 0     |

### Профессиональная карьера
Перед драфтом НФЛ 2022 года издание Bleacher Report прогнозировало Филипсу выбор в третьем раунде драфта, называя его потенциальным игроком резерва высокого уровня, который также может сыграть в основном составе в роли слот-ресивера. Сильными сторонами игрока называли его атлетизм, подвижность и умение контролировать своё тело, хорошую работу на маршрутах, умение блокировать и опыт действий на возвратах. К минусам относили его антропометрические данные, ограниченный опыт игры на краю поля и технические ошибки при ловле мяча.
На драфте он был выбран «Теннесси Тайтенс» в пятом раунде под общим 163-м номером. В мае 2022 года Филипс подписал с клубом четырёхлетний контракт на сумму около 4 млн долларов. Он хорошо дебютировал в составе команды, набрав 66 ярдов в первой игре чемпионата, но затем получил две травмы, из-за которых смог сыграть только в четырёх матчах сезона. Кроме этого, он допустил две грубых ошибки на возвратах.

#### Статистика выступлений в НФЛ

##### Регулярный чемпионат
| Сезон | Команда          | Игры | Приём | Приём | Приём | Приём | Вынос | Вынос | Вынос | Вынос |
| Сезон | Команда          | Игры | Rec   | Yds   | Y/A   | TD    | Att   | Yds   | Y/A   | TD    |
| ----- | ---------------- | ---- | ----- | ----- | ----- | ----- | ----- | ----- | ----- | ----- |
| 2022  | Теннесси Тайтенс | 4    | 8     | 78    | 9,8   | 0     | 0     | 0     | 0,0   | 0     |
| Всего | Всего            | 4    | 8     | 78    | 9,8   | 0     | 0     | 0     | 0,0   | 0     |